# Шампања-Ардени
Шампања-Ардени је бивши регион на североистоку Француске.

## Историја
У доба Римљана овај регион, а посебно град Ремс, били су раскрсница путева и то је био најнасељенији крај северно од Рима.
Падом Западног римског царства Франци под династијом Меровинга владају тим подручјем. Хлодовех I је управо у Ремсу 496. крунисан као први крштени краљ Француске. Од тада се у Ремсу крунишу француски краљеви. 
Током Француско-пруског рата 1871. Ардени су били поприште борби Француза и Пруса. Током Првог светског рата ту су се одиграле бројне важне битке:Прва битка на Марни - на реци Марни близу Париза од 6. септембра до 9. септембра 1914, битка код места Шемин де Дам 1917. а друга битка на Марни 1918.
У Другом светском рату Французи су доживели пораз на Арденима 1940. али је 1944. у Арденима организована контраофанзива.

## Географија
Шампања-Ардени се налази на североистоку Француске на граници са Белгијом. Састоји се од 4 департмана: Об, Ардени, Горња Марна и Марна. Кроз ово подручје протичу реке Сена и Марна.
Регион има 3 значајна ауто-пута укупне дужине 460 km:
- Ауто-пут А4, који повезује Париз са Стразбуром, а служи и Ремсу
- Ауто-пут А5, који повезује Париз и Дижон
- Ауто-пут А26, који повезује Кале и Дижон

Железничка мрежа укључује деоницу Париз-Стразбур која иде кроз долину Марне.
Међународни аеродром Ватри првенствено је намењен превозу терета. Слабо је искоришћен и налази се 150 km од Париза.

## Становништво
Ради се о слабо насељеном пољопривредном региону. У њему живи 1.342.363 становника на површини од 25.606 km².

## Економија
Чак 61% земљишта је пољопривредно земљиште. Најважнији производ Шампање је шампањац. Годишње се произведе 263.000.000 боца, од чега се 37% извози.
Регион је први у Француској по производњи јечма и луцерке. Други је у Француској по луку и грашку, а трећи по пшеници и репици.
Значајан је и као металуршки центар. 